# Čauševići
Čauševići (Servisch cyrillisch Чаушевићи) is een plaats in de Servische gemeente Prijepolje. De plaats telt 132 inwoners (2002).